# Hieracium olivaceum
Espèce
Classification APG III (2009)
Hieracium olivaceum est une espèce de plante à fleurs de la famille des Asteraceae et du genre Hieracium (les Épervières).